# Arjoun
Arjoun (tiếng tiếng Thổ Nhĩ Kỳ: Arcun,  tiếng Ả Rập: عرجون, đã Latinh hoá: Arjūn, cũng đánh vần Arcun hoặc Arjoon), là một ngôi làng ở miền trung Syria, một phần hành chính của Tỉnh Homs, nằm ở phía tây nam của Homs. Các địa phương lân cận bao gồm Aqrabiyah ở phía tây nam, al-Qusayr ở phía đông nam, al-Dabaah ở phía đông, Kafr Mousa và al-GhassLocation ở phía bắc và al-Houz ở phía tây bắc. Theo Cục Thống kê Trung ương (CBS), Arjoun có dân số 2.45 trong cuộc điều tra dân số năm 2004. Cư dân của nó chủ yếu là người Hồi giáo Sunni.
Các học giả Kinh Thánh thế kỷ 19 đã xác định Arjoun là "Argana", vào năm 854 trước Công nguyên, vua Neo-Assyrian Shalmaneser II đã chiến đấu với quân đội Hadadezer trong Trận Qarqar. Các nguồn khác nhấn mạnh rằng Argana nằm ở đâu đó phía bắc Hama thời hiện đại. Một cột mốc La Mã cổ đại đã được tìm thấy trong làng, cho thấy nó nằm trên một con đường La Mã. Trong chuyến thăm Syria, James Silk Buckingham đã mô tả Arjoun vào đầu thế kỷ 19 là một ngôi làng nhỏ nằm dưới một gò đất nhân tạo. Trên đỉnh gò là ngôi mộ của một người theo đạo Hồi địa phương được bao quanh bởi một vài tòa nhà.